# Ave oceânica

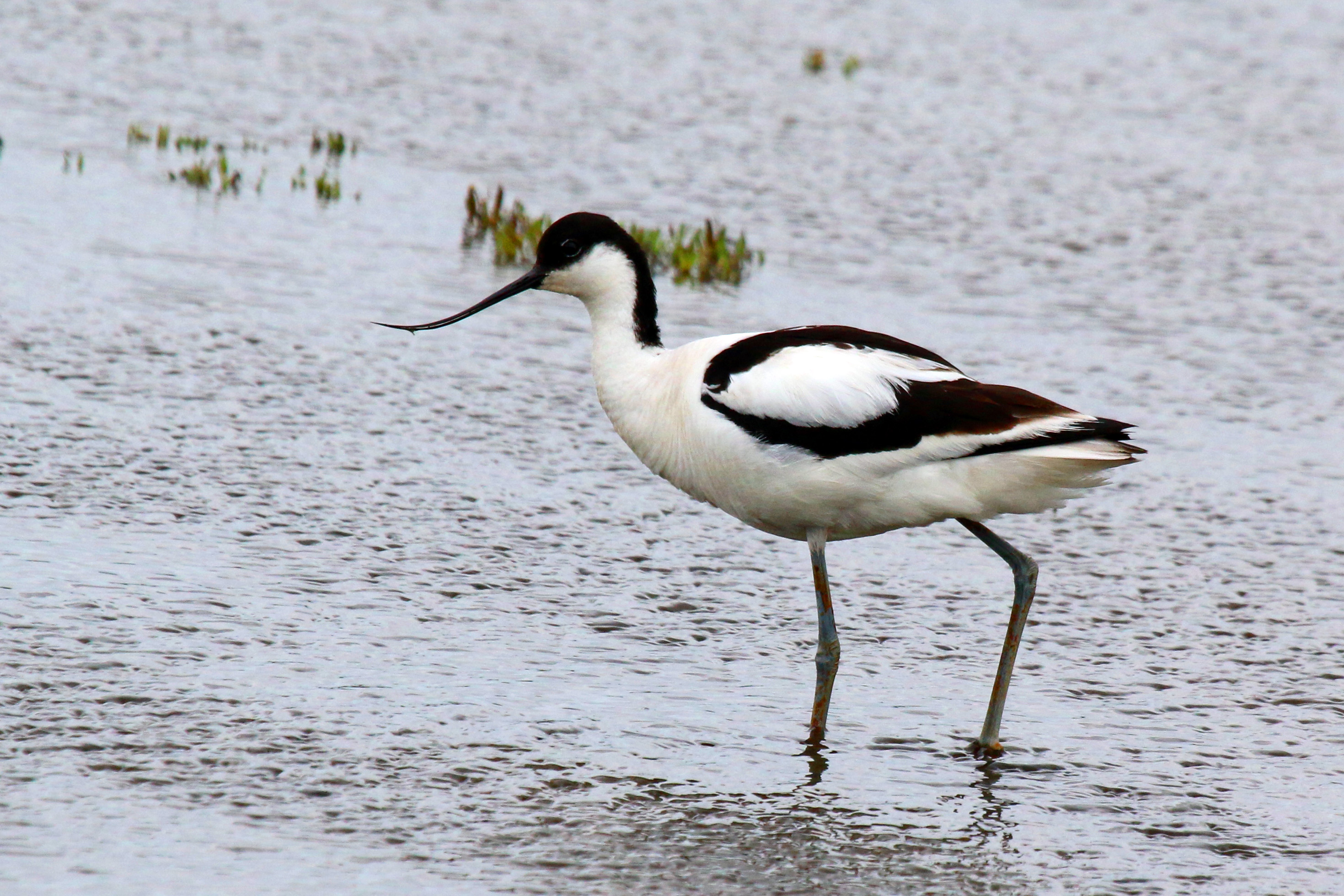
Uma avoceta (Recurvirostra avosetta) em Norfolk.

As aves oceânicas ou aves marinhas são aves adaptadas ao meio ambiente marinho, como os albatrozes, não se devendo confundir com as aves costeiras já que, ao contrário destas, apenas vêm a terra com a intenção de nidificar. Apesar da variedade de estilos de vida, comportamento e fisiologia, as aves marinhas exibem muitas vezes uma marcada convergência evolutiva, já que os mesmos problemas de adaptação ao seu ambiente e os mesmos nichos ecológicos alimentares resultaram em adaptações semelhantes. As primeiras aves marinhas evoluíram no Cretácico e as modernas famílias de aves marinhas emergiram no Paleogénico.
De maneira geral, as aves marinhas vivem mais tempo, reproduzem-se mais tarde e têm menos crias do que outras aves, mas investem grande quantidade de tempo nas crias. A maioria das espécies nidifica em colónias, que podem ser constituídas desde algumas dúzias de indivíduos até alguns milhões. Muitas espécies são conhecidas por efectuarem grandes migrações anuais, atravessando o equador ou dando a volta à Terra em alguns casos. Alimentam-se na superfície marinha e também abaixo dela. As aves marinhas podem ser marcadamente pelágicas, costeiras ou em alguns casos passar uma parte do ano sem ser no mar.
As aves marinhas e o ser humano possuem uma longa história comum: as aves providenciam comida aos caçadores, guiam os pescadores até ao stocks de pesca e encaminham os velejadores até terra. Muitas espécies estão actualmente ameaçadas devido a actividades humanas, sendo que estão a ser efectuados esforços de conservação para melhorar a situação.

## Classificação de espécies como aves marinhas
Não existe uma única definição sobre que grupos, famílias e espécie são aves marinhas, e a maioria das definições são de certa forma arbitrárias. Nas palavras de duas cientistas que estudam estas aves, "A característica comum a todas as aves marinhas é a de que se alimentam em água salgada; mas, como acontece com qualquer afirmação na Biologia, tudo tem exceção". No entanto, por convenção, todos os pinguins e Procellariiformes, todos os Pelecaniformes excepto os membros da família Anhingidae, e alguns dos Charadriiformes (as skuas, gaivotas, andorinhas-do-mar, tordas e bicos-de-tesouras) são classificados com aves marinhas. O falaropo também é normalmente incluído.
As mobelhas e os mergulhões, que normalmente nidificam em lagos mas invernam no mar, são normalmente categorizadas como aves aquáticas e não aves marinhas. Apesar de ocorrerem um número de patos-marinhos na família Anatidae, que são verdadeiramente marinhos durante o Inverno, por convenção são excluídos do grupo das aves marinhas. Muitas aves costeiras e também alguns ardeídeos são também altamente marinhos, vivendo junto à costa, mas não são tratados como aves marinhas.

## Evolução e registo fóssil

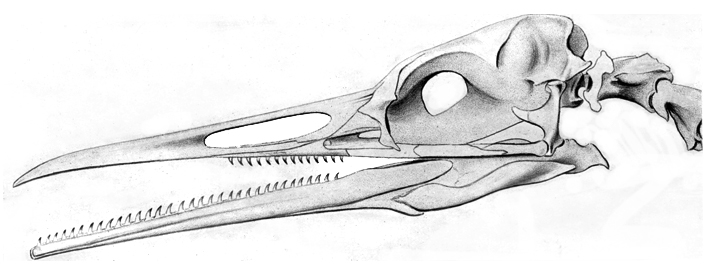
Hesperornis: uma ave marinha do Cretácico

As aves marinhas, em virtude de viverem num ambiente geológico deposicional (isto é, no ambiente marinho onde os sedimentos são prontamente levados para o fundo), estão bem representados no registo fóssil. A sua primeira aparição acontece no Cretácico e o primeiro grupo a aparecer foram os Hesperornithiformes, como a espécie Hesperornis regalis, uma ave marinha semelhante à mobelha e que mergulhava usando as patas para se deslocar, possuindo um bico cheio de dentes afiados.
Apesar de Hesperornis não ter presumivelmente deixado descendentes, a mais antiga ave moderna marinha também apareceu no Cretácico, com uma espécie denominada Tytthostonyx glauconiticus, que se julga próxima dos Procellariiformes e/ou dods Pelecaniformes. No Paleogeno, os mares foram dominados por Procellariidae ancestrais, pinguins gigantes e duas extintas famílias, Pelagornithidae e Plotopteridae (um grupo de grandes aves marinhas que se assemelhavam a pinguins). Os géneros modernos começaram a sua grande rediação no Miocénico, apesar de o género  Puffinus (que inclui a actual pardela-preta e o bobo-pequeno) poderão datar do Oligocénico. A maior diversidade de aves marinhas terá aparentemente ocorrido durante e Miocénico tardio e durante o Pliocénico. No final deste último, a cadeia alimentar oceânica sofreu um período de distúrbio devido à extinção de um número considerável de espécies marinhas; subsequentemente, a dispersão de mamíferos marinhos parece ter prevenido que as aves marinhas conseguissem atingir uma diversidade como antes.

## Características

### Adaptações à vida marinha
As aves marinhas possuem numerosas adaptações à vida e à alimentação em regiões oceânicas. A morfologia da asa foi moldada pelo nicho onde uma espécie individual ou uma família evoluiu, de tal modo que a ser observada a forma da asa e a carga alar, um cientista pode aferir os seus comportamentos de alimentação. Asas  mais compridas e com baixa carga alar são típicas de espécies de aves pelágicas, enquanto que aves mergulhadoras possuem asas menores. Espécies como o albatroz-errante, que se deslocam e se alimentam em grandes distâncias no oceano, têm uma capacidade reduzida de voo propulsionado e são dependentes de um tipo de voo planado denominado voo dinâmico (ende o vento deflectido pelas ondas providenciam meio de sustentação de voo) ou através de voo de talude. As aves marinhas possuem normalmente patas com membranas interdigitais, com vista a ajudar na movimentação no topo da água, assim como no auxílio ao mergulho em algumas espécies. Os Procellariiformes têm uma característica pouco usual nas aves: o seu sentido do olfacto é apurado, utilizado para localizar comida à distância num oceano vasto, e possivelmente para localizarem as suas colónias.
As glândulas do sal são usadas pelas aves marinhas para lidar com o sal que ingerem por beberem água do mar e ao alimentarem-se (particularmente de crustáceos), ajudando-as a osmorregular. As excreções destas glândulas posicionadas na cabeça das asas, emergido da fossa nasal, são formadas quase exclusivamente por cloreto de sódio puro.

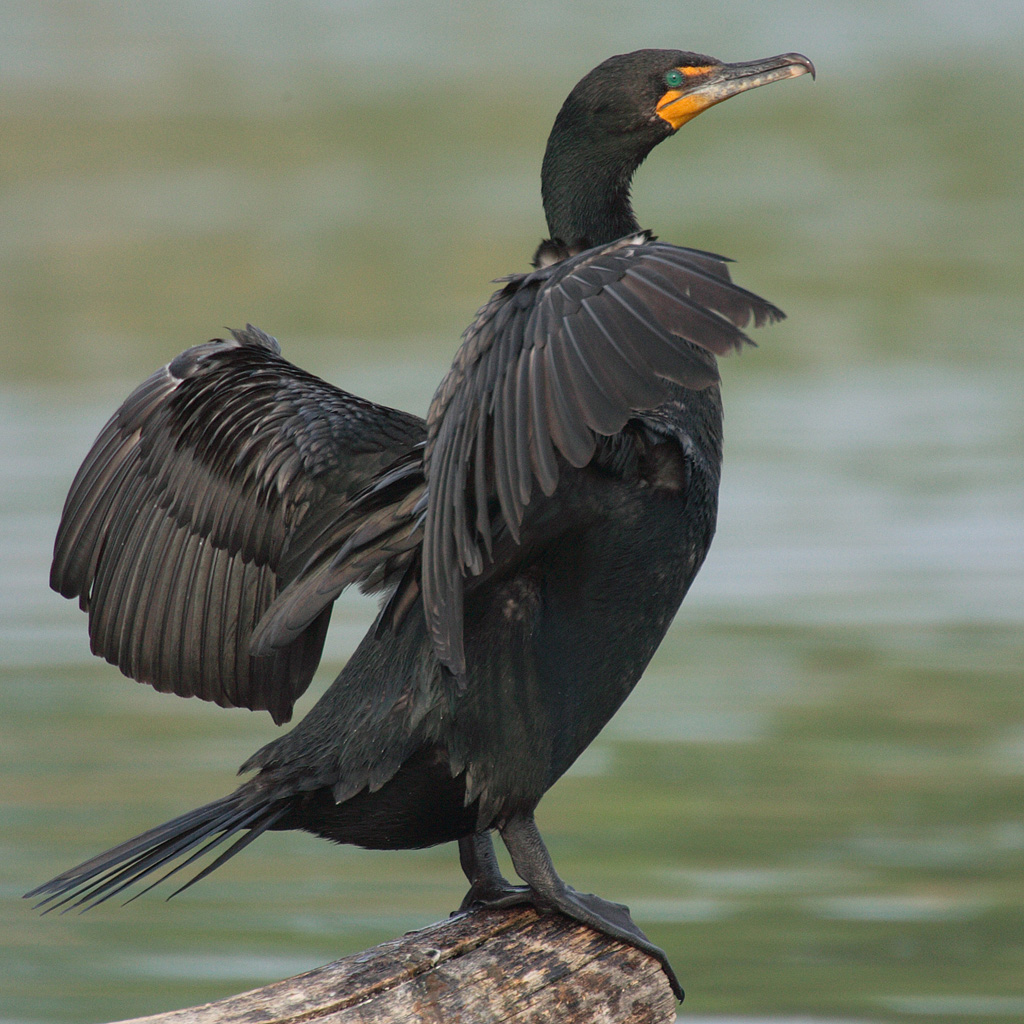
Este corvo-marinho-de-orelhas (Phalacrocorax auritus), possui uma plumagem que é parcialmente humedecível, permitindo que mergulhe com maior eficácia

Com excepção dos cormorões e algumas espécies da família Sternidae, e em comum com a maioria das outras aves, todas as aves marinhas possuem uma plumagem à prova de água. No entanto, comparadas com as aves terrestres, possuem muito mais penas a providenciar protecção ao corpo. Esta densa plumagem é mais apta a proteger a ave de ficar molhada, sendo que o calor é mantido por uma densa camada de penugem. Os cormorões possuem uma camada especial de penas que retêm uma pequena camada de ar, mas que de qualquer maneira absorve água. Isto permite que estas aves possam nadar sem que tenham de combater a força que impele a boiar, causada pelo ar retido nas penas, e ao mesmo tempo evitando uma excessiva perda de calor causada pelo contacto com a água.
A plumagem da maioria das aves marinhas é menos colorida que a das terrestres, variando principalmente nos tons de preto, branco e cinzento. Algumas espécies exibem plumas coloridas (como algumas aves tropicais e pinguins), mas a maioria da cor nas aves marinhas aparece no bico ou nas patas. Pensa-se que a plumagem das aves marinhas, em muitos casos, sirva como camuflagem, quer defensiva (a cor dos navios de guerra da Marinha dos Estados Unidos é a mesma do prion-antarctico, e em ambos os casos existe redução de visibilidade) quer agressiva (o ventre de cor branca exibido por muitas aves marinhas ajudam-nas a serem menos visíveis para as suas presas que se encontram abaixo).

### Dieta e alimentação
As aves marinhas evoluíram para explorar diferentes recursos alimentares existentes nos oceanos e mares do planeta, e de uma maneira geral, a sua fisiologia e comportamento foram moldados pela sua dieta. Estas forças evolutivas muitas vezes causaram que espécies em diferentes famílias e até ordens, desenvolvessem estratégias e adaptações similares para os mesmos problemas, dando origem a uma notável convergência evolutiva, tal como acontece com as tordas e os pinguins. Existem quatro tipos básicos de estratégias alimentares, ou guildes ecológicas, relativas a alimentação no mar: alimentação à superfície, mergulho de perseguição, mergulho em voo picado e predação de vertebrados superiores; dentro destas guildes existem múltiplas variações.

#### Alimentação à superfície
Muitas aves marinhas alimentam-se à superfície do oceano, já que a acção das correntes marinhas muitas vezes concentra alimentos com o krill, peixes, lulas ou outras presas, logo abaixo da superfície e ao alcance do bico.

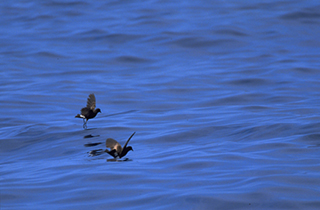
Um painho-de-wilson logo acima da superfície da água

A alimentação à superfície pode ser dividida em dois tipos principais: alimentação à superfície em voo (praticado, por exemplo, pelos membros do género Pterodroma e Fregata e pelos painhos) e alimentação à superfície utilizando movimentos de natação (praticada pelos fulmares, pelas gaivotas e pelos membros do género Pterodroma). As que se alimentam à superfície em voo são das aves marinhas mais acrobáticas, apanhando pequenos pedaços de comida da água (como fazem os membros da família Fregatidae e alguns da família Sternidae), ou "caminham", movimentando as patas de maneira suave e rápida, ou ficando suspensas na superfície da água, tal como alguns painhos fazem. Muitas destas aves nunca sequer chegam a descansar em água, e algumas têm dificuldade em voltar a colocarem-se em voo se o fizerem.